# Norra Slottstjärnarna
Norra Slottstjärnarna är en sjö i Hällefors kommun i Västmanland och ingår i Göta älvs huvudavrinningsområde. Norra Slottstjärnarna ligger i Murstensdalen Natura 2000-område.